# Arviza
Arviza es una aldea enclavada dentro de la "Cuadrilla de Arrupia" del municipio de Ojacastro en La Rioja (España), en la comarca de Ezcaray.

## Geografía

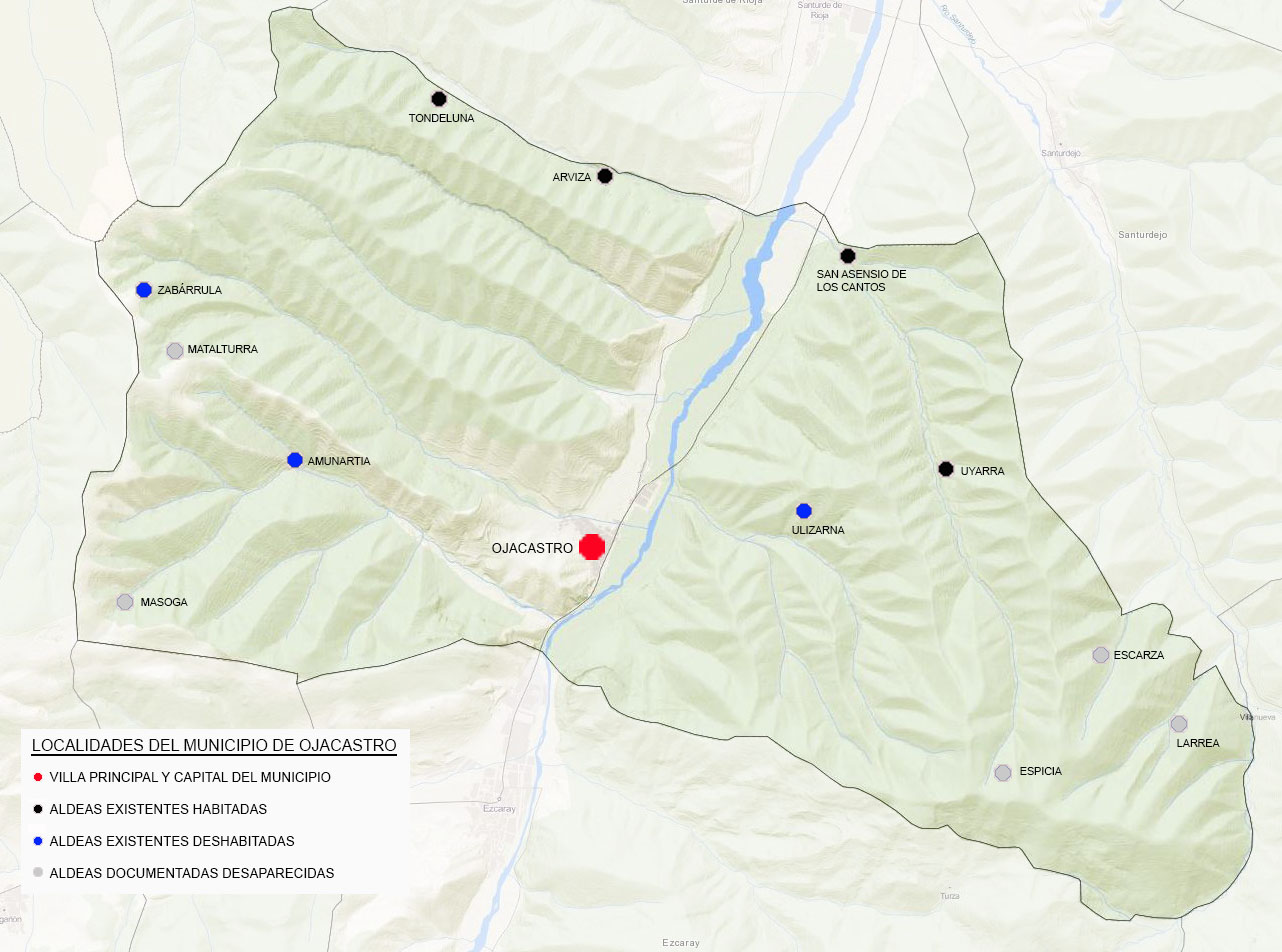
Situación de Arviza en el municipio de Ojacastro

Está situada bajo los Montes de Ayago, en la zona nororiental de la sierra de la Demanda, enclavada en el tramo medio del valle de Batastarra afluente del río Oja por su margen izquierda, a unos 832 m s. n. m.. 
La aldea de Arviza se sitúa en el extremo norte del municipio de Ojacastro, limitando con el municipio de Santurde. Se encuentra frente a la aldea de San Asensio de los Cantos situada en la margen derecha del río Oja, y al igual que Tondeluna, apoyada en la umbría del valle, a medio camino entre la carretera LR-111 que conduce a Ojacastro y la aldea de Tondeluna.
Su situación en el tramo medio-bajo del valle del Batastarra, permitía a esta aldea tener mayor superficie agrícola que otras localidades situadas a mayor altitud. Los cultivos se realizaban en las faldas del valle, a medida que este descendía hasta el Oja, acomodándose a la topografía de las laderas. No obstante, las mejores zonas para el cultivo se encuentran en la desembocadura del Batastarra en el Oja, siendo una zona llana de sotos y pastos.
Esta situación geográfica más favorable al cultivo, la menor altitud, y tener un acceso más cómodo a la LR-111 en comparación con otras aldeas del municipio, ha permitido a Arviza conservar la población hasta hoy en día sin llegar a despoblarse por completo, cómo sí ha ocurrido con otras aldeas cómo Zabárrula, Amunartia o Ulizarna.

## Demografía
Arviza contaba a 1 de enero de 2010 con una población de 3 habitantes, 2 hombres y 1 mujer.

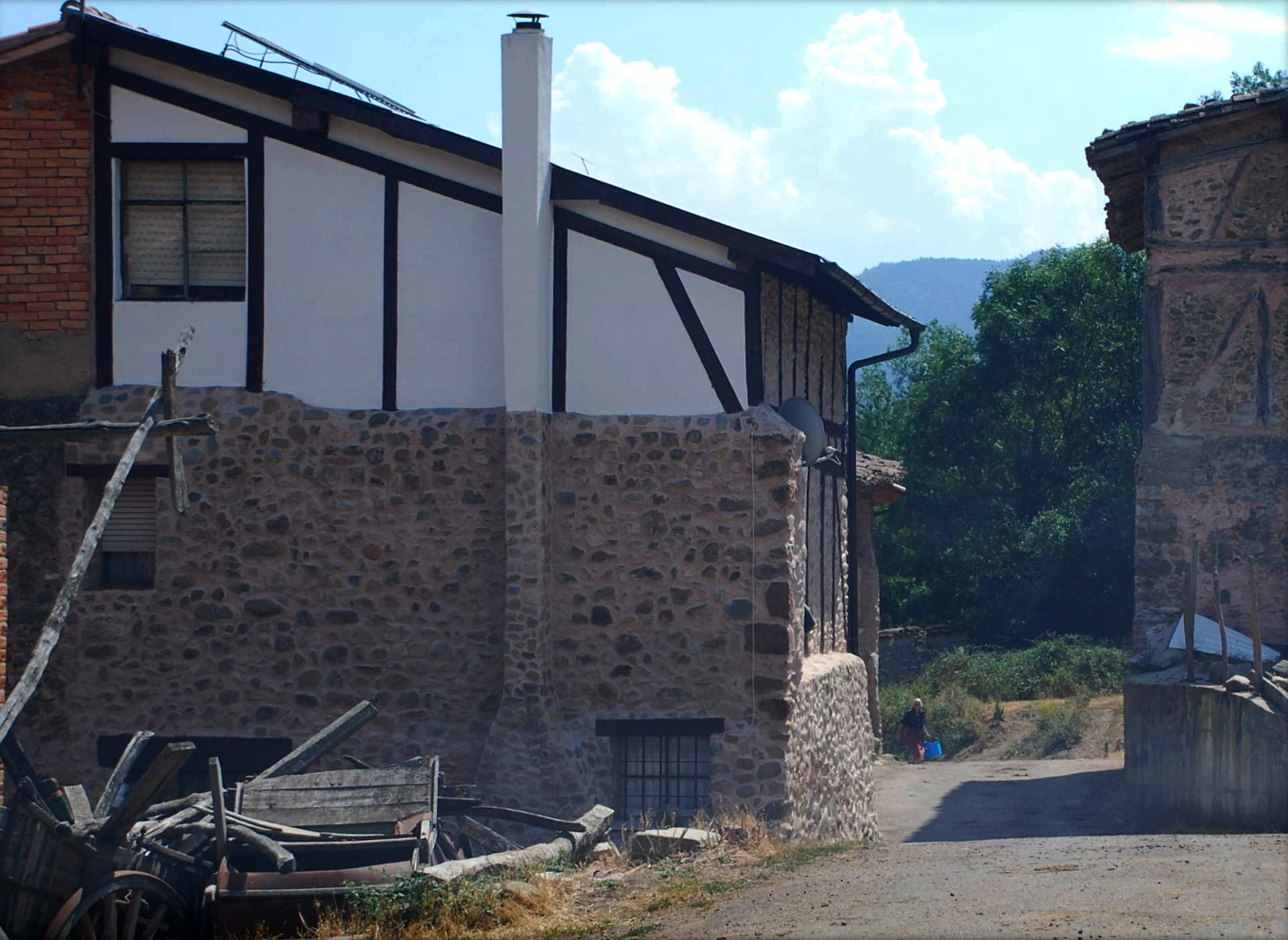
Vista de la aldea.

| Gráfica de evolución demográfica de Arviza entre 2000 y 2010                                     |
|                                                                                                  |
| Población de derecho (2000-2010) según los censos de población del INE a 1 de enero de cada año. |

## Arquitectura
La localidad está formada por un entramado de casas dispersas alrededor del camino que sube a Tondeluna, y alguna calle paralela a este. Los edificios se mantienen con la estética tradicional de la arquitectura serrana, construidos a base de muros de mampostería de piedra caliza en planta baja, y entramados de madera con adobe y piedra en las plantas alzadas.
La localidad cuenta con una pequeña iglesia de planta rectangular con una torre a sus pies con dos aberturas para las campanas dedicada a Santa Marta. Fue restaurada en 1927.

## Fiestas y tradiciones

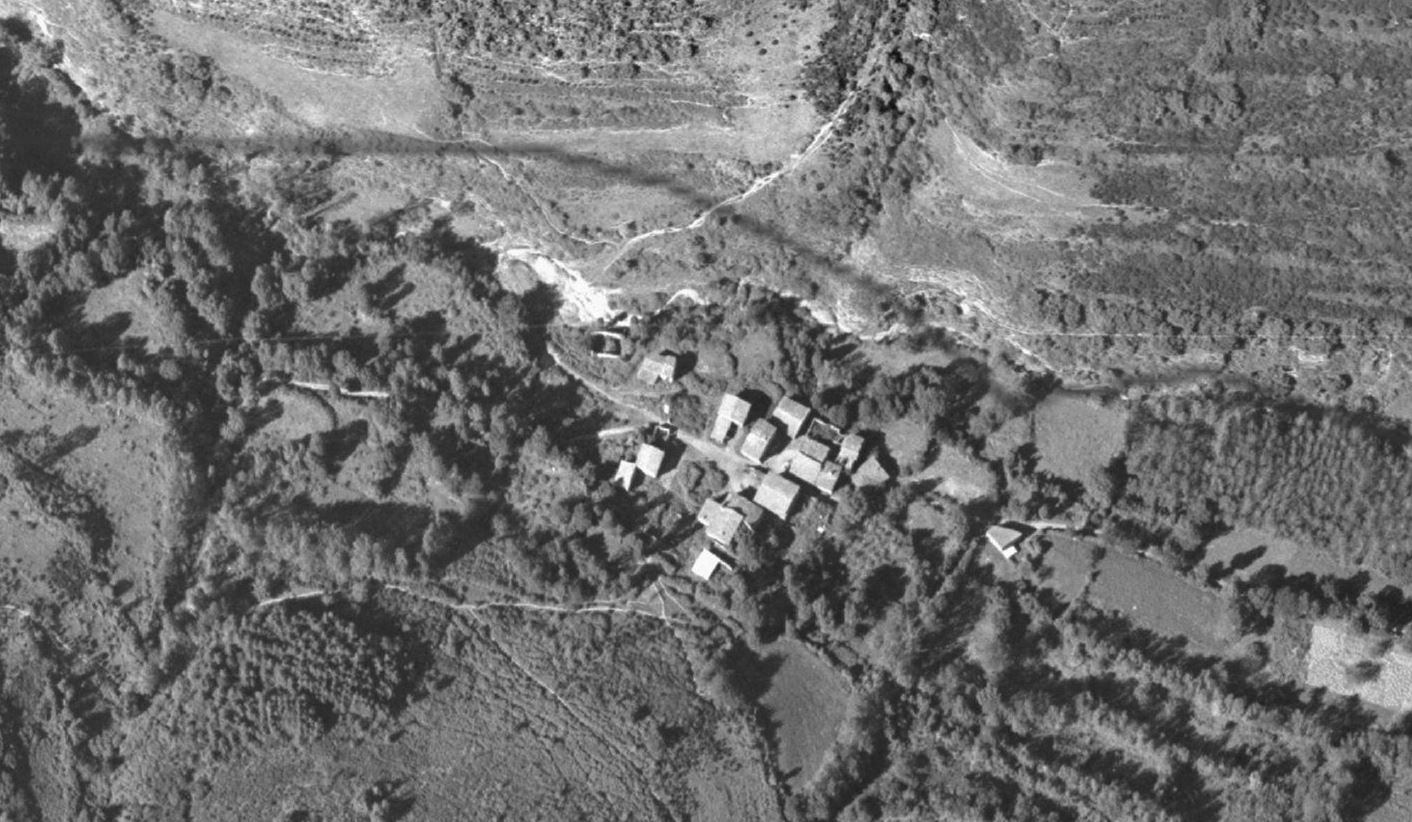
Vista aérea de Arviza en 1977 antes de comenzar su proceso de despoblación

Las fiestas patronales se celebran en honor a Santa Marta su patrona, cada 29 de julio.